# Aquis Submersus (Max Ernst)
Aquis Submersus (Ahogado en las aguas, en latín) es una pintura del dadaísta y surrealista alemán Max Ernst creada en 1919. Influenciado por la pintura metafísica italiana, es uno de los primeros trabajos de Ernst que muestra acentos surrealistas. Actualmente se exhibe en el Museo Städel en Frankfurt, Alemania. 
La pintura representa una piscina rectangular rodeada de edificios modulares. El sentido de la dimensión no está claro. Las características de los edificios parecen estar dibujadas a mano y esos edificios dejan sombras contra el cielo nocturno como si este fuera un muro pintado. Da la sensación de tratarse de un escenario o una maqueta. En el cielo se ve la esfera de un reloj, que se refleja en el agua azul verdosa como la luna. En la piscina, aparece abajo a la derecha un cuerpo posiblemente femenino con un bañador rojo, boca abajo con solo la cintura y las piernas emergiendo sobre el nivel del agua. La persona parece estar buceando o ahogándose, rodeada de cardúmenes de peces. En primer plano a la izquierda hay una figura con forma de estatua sin brazos que parece haber sido hecha de arcilla, proyectando una sombra en dirección a la piscina, similar a otra sombra larga a su derecha que se origina desde fuera del encuadre. La figura mira hacia el lado opuesto a la persona semisumergida y tiene un bigote que se asemeja al del padre de Ernst, pero también una silueta que podría interpretarse como femenina, con unos puntos circulares incisos en su superficie señalando el lugar de cada pecho, ombligo y pubis que crean una pareidolia, evocando un rostro sorprendido.
La pintura lleva el mismo nombre que una famosa novela de Theodor Storm, publicada en 1876, que inspiró a Ernst a crear su pintura. 